# املدینگن بی نیوربرگ
املدینگن بی نیوربرگ (به آلمانی: Ammeldingen bei Neuerburg) یک شهر در آلمان است که در راینلاند-فالتس واقع شده‌است.

## خصوصیات
املدینگن بی نیوربرگ ۴٫۴۹ کیلومترمربع مساحت دارد ۵۰۰ متر بالاتر از سطح دریا واقع شده‌است.